# Douchkine S-155
Le Douchkine S-155 était un moteur-fusée à ergols liquides soviétique, conçu par Léonid Douchkine (en) spécifiquement pour les avions de développement expérimentaux MiG E-50 et Yak-27V dans les années 1950.
Il produisait une poussée de 37,3 kN et fonctionnait grâce à un mélange hypergolique de kérosène TG-02 et d'oxydant AK-20 (Acide nitrique). Les pompes à ergols étaient mises en fonction avec du peroxyde d'hydrogène de type « T ».